# Spartocos V
Pour les articles homonymes, voir Spartocos.
Spartocos V (grec ancien : Σπάρτοκος, Spártokos) est un roi du Bosphore ayant régné d'environ 200 à 180 av. J.-C.

## Origine
Vers 200 av. J.-C., après la disparition de l'usurpateur Hygiainon, le trône du royaume du Bosphore est occupé dans des circonstances inconnues par Spartocos V, qui porte le nom du fondateur de la dynastie. Son origine précise demeure inconnue, mais il est considéré comme le petit-fils et homonyme de Spartocos IV, fils d'un hypothétique prince « Pairisadès ».

## Règne
Aucune information n'est parvenue sur son règne au cours duquel il émet des monnaies de cuivre, avec, à l'avers, la tête de Poséidon vers la gauche, et, au revers, l'inscription « ПANTI » avec une tête barbue de satyre.
À sa mort vers 180 av. J.-C., il a comme successeur sa fille la reine Camasarye Philotecnos et son premier époux, un certain Pairisadès III, qui était peut-être également son fils ou celui de Leucon II.